# آراگوسور
آراگوسور (نام علمی: Aragosaurus) نام یک گونه از شاخه طنابداران است.